# Divisione Nazionale 1940-1941
La Divisione Nazionale 1940-41 fu il 13º campionato nazionale italiano di rugby a 15 di prima divisione.
Si tenne dal 24 novembre 1940 al 23 marzo 1941 tra 13 squadre e, dopo quattro stagioni consecutive di girone unico, tornò alla formula a gironi separati, uno di 7 squadre e un altro di 6; le prime due classificate di ogni girone disputarono la semifinale, in gara unica in casa della seconda classificata.
Fu prevista anche una finale per il 3º posto e le gare di assegnazione del titolo si disputarono a Busto Arsizio.
L'Amatori Milano si aggiudicò il suo 11º titolo, quarto consecutivo, battendo in finale il GUF Torino per 6-0; nella finale del terzo posto il GUF Milano batté per 9-0 i colleghi universitari di Bologna.

## Squadre partecipanti
- Amatori Milano
- Amatori Roma
- Battisti Genova
- GUF Bologna
- GUF Milano
- Torino
- GUF Napoli

- GUF Parma
- GUF Roma
- GUF Torino
- GUF Venezia
- Padova
- Rovigo

## Fase a gironi

### Girone A
|       | 1ª/8ª giornata                |      |
| ----- | ----------------------------- | ---- |
| 3-5   | Padova - Rugby Torino         | 3-8  |
| 23-0  | GUF Torino - GUF Venezia      | 6-0  |
| 24-0  | Amatori Milano - Rovigo       | 16-3 |
|       |                               |      |
|       | 4ª/11ª giornata               |      |
| 10-22 | Padova - Amatori Milano       | 0-37 |
| 5-16  | Battisti - Rugby Torino       | 0-3  |
| 0-17  | GUF Venezia - Rovigo          | n.d. |
|       |                               |      |
|       | 7ª/14ª giornata               |      |
| 3-3   | Rugby Torino - Amatori Milano | 7-17 |
| 15-3  | Rovigo - Battisti             | n.d. |
| 0-3   | Padova - GUF Torino           | 7-11 |

|      | 2ª/9ª giornata             |      |
| ---- | -------------------------- | ---- |
| 0-29 | Battisti - Amatori Milano  | 5-55 |
| 0-13 | GUF Venezia - Padova       | 0-46 |
| 3-6  | Rovigo - GUF Torino        | n.d. |
|      |                            |      |
|      | 5ª/12ª giornata            |      |
| 11-3 | GUF Torino - Battisti      | 15-5 |
| 6-14 | GUF Venezia - Rugby Torino | 0-6  |
| 14-3 | Rovigo - Padova            | n.d. |

|       | 3ª/10ª giornata              |      |
| ----- | ---------------------------- | ---- |
| 19-10 | Amatori Milano - GUF Torino  | 27-0 |
| 0-8   | GUF Venezia - Battisti       | 6-11 |
| 11-3  | Rugby Torino - Rovigo        | n.d. |
|       |                              |      |
|       | 6ª/13ª giornata              |      |
| 60-5  | Amatori Milano - GUF Venezia | 46-0 |
| 13-6  | Battisti - Padova            | 0-5  |
| 0-15  | Rugby Torino - GUF Torino    | 3-3  |

#### Classifica girone A
| Pos | Squadra         | G  | V | N | P  | PF  | PS  | DP   | Pt |
| --- | --------------- | -- | - | - | -- | --- | --- | ---- | -- |
| 1   | Amatori Milano  | 10 | 9 | 1 | 0  | 313 | 40  | +273 | 19 |
| 2   | GUF Torino      | 10 | 7 | 1 | 2  | 97  | 64  | +33  | 15 |
| 3   | Torino          | 10 | 6 | 2 | 2  | 65  | 55  | +10  | 14 |
| 4   | Padova          | 10 | 3 | 0 | 7  | 93  | 97  | −4   | 6  |
| 5   | Battisti Genova | 10 | 3 | 0 | 7  | 50  | 146 | −96  | 6  |
| 6   | GUF Venezia     | 10 | 0 | 0 | 10 | 17  | 233 | −216 | −1 |
| 7   | Rovigo          | 0  | 0 | 0 | 0  | 0   | 0   | 0    | 0  |

### Girone B
|      | 1ª/6ª giornata            |      |
| ---- | ------------------------- | ---- |
| 6-0  | GUF Parma - Amatori Roma  | 6-0  |
| 0-8  | GUF Roma - GUF Bologna    | 0-6  |
| 0-11 | GUF Napoli - GUF Milano   | 0-8  |
|      |                           |      |
|      | 4ª/9ª giornata            |      |
| 0-0  | GUF Parma - GUF Roma      | 0-17 |
| 3-9  | GUF Napoli - GUF Bologna  | 3-11 |
| 8-14 | Amatori Roma - GUF Milano | 0-6  |

|      | 2ª/7ª giornata            |      |
| ---- | ------------------------- | ---- |
| 13-3 | Amatori Roma - GUF Napoli | 3-6  |
| 6-8  | GUF Bologna - GUF Parma   | 3-6  |
| 29-0 | GUF Milano - GUF Roma     | 13-3 |
|      |                           |      |
|      | 5ª/10ª giornata           |      |
| 3-3  | GUF Milano - GUF Bologna  | 6-13 |
| 3-0  | GUF Roma - Amatori Roma   | 6-0  |
| 0-3  | GUF Napoli - GUF Parma    | 0-6  |

|     | 3ª/8ª giornata             |     |
| --- | -------------------------- | --- |
| 5-0 | GUF Roma - GUF Napoli      | 0-3 |
| 6-0 | GUF Bologna - Amatori Roma | 3-3 |
| 6-0 | GUF Milano - GUF Parma     | 3-3 |

### Spareggio 2º posto girone B
| Firenze | GUF Bologna | 24 – 3 | GUF Parma |  |

#### Classifica girone B
| Pos | Squadra      | G  | V | N | P | PF | PS | DP  | Pt |
| --- | ------------ | -- | - | - | - | -- | -- | --- | -- |
| 1   | GUF Milano   | 10 | 7 | 2 | 1 | 98 | 30 | +68 | 16 |
| 2   | GUF Bologna  | 10 | 6 | 2 | 2 | 68 | 37 | +31 | 14 |
| 3   | GUF Parma    | 10 | 6 | 2 | 2 | 43 | 35 | +8  | 14 |
| 4   | GUF Roma     | 10 | 4 | 1 | 5 | 34 | 53 | −19 | 8  |
| 5   | GUF Napoli   | 10 | 2 | 0 | 8 | 18 | 74 | −56 | 4  |
| 6   | Amatori Roma | 10 | 1 | 1 | 8 | 27 | 59 | −32 | 1  |

## Fase a eliminazione

### Semifinali
| Arbitro: | Festa |

|              |      |           |
| 17’ Francese | mt   |           |
|              | c.p. | 47’ Bossi |

| Torino 19 marzo 1941 | GUF Torino | 19 – 8 referto | GUF Milano |  |

| Arbitro: | Monetti |

|               |      |                                                    |
| 14’ Dal Fiume | mt   | 7’ Fava 20’ Cova 36’ Re Garbagnati 70’ Parmeggiani |
|               | tr   | 7’, 20’, 36’ Moretti                               |
| 75’ G. Costa  | c.p. | 39’ Moretti                                        |

### Finale per il 3º posto
| Arbitro: | Monetti |

|                           |      |  |
| 65’ Del Buono 72’ Ceriana | mt   |  |
| 40’ Bossi                 | c.p. |  |

### Finale
| Arbitro: | Bettella (Padova) |

| |            | |
| 56’ Cova | mt         | |
| 40+1’ Fava | c.p.       | |
| Poggi Fava Campagna Maffioli Cova Parmigiani Moretti Brambilla IV Ricci Sgorbati Bevilacqua Zamboni Barzaghi III Testoni Tagliabue | Formazioni | Paletto Chiosso II Bianco Fornara Ravaglino Milano Buronzo Andrini Poli Alacevich Bertoletto Albonico Antonioli Chiosso I Guglielminetti |

## Verdetti
- Amatori Milano: campione d'Italia.